# Eohypochthonius magnus
Eohypochthonius magnus är en kvalsterart som beskrevs av Aoki 1977. Eohypochthonius magnus ingår i släktet Eohypochthonius och familjen Hypochthoniidae. Inga underarter finns listade i Catalogue of Life.